# الكسندر غراف
الكسندر غراف هو سياسي أسترالي، ولد في 24 أغسطس 1879، وتوفي في 10 أكتوبر 1956. انتخب عضو الجمعية التشريعية لنيو ساوث ويلز ‏.